# 제31회 홍콩 영화 금상장
제31회 홍콩 영화 금상장은 2012년 4월 15일에 열린 시상식이다.

## 수상 및 후보

### 작품상
- 심플 라이프 - 허안화 수상
- 탈명금 - 두기봉
- 용문비갑 - 서극
- 절청풍운 2 - 맥조휘 외 1명
- 양자탄비 - 강문

### 감독상
- 심플 라이프 - 허안화 수상
- 탈명금 - 두기봉
- 용문비갑 - 서극
- 절청풍운 2 - 맥조휘 외 1명
- 양자탄비 - 강문

### 각본상
- 심플 라이프 - 수잔 챈 외 1명 수상
- 단신남녀 - 위가휘 외 3명
- 탈명금 - 유내해 외 2명
- 절청풍운 2 - 맥조휘 외 1명
- 양자탄비 - 곽준립 외 5명

### 남우주연상
- 심플 라이프 - 유덕화 수상
- 탈명금 - 유청운
- 절청풍운 2 - 유청운
- 양자탄비 - 강문
- 양자탄비 - 갈우

### 여우주연상
- 심플 라이프 - 엽덕한 수상
- 부재양니고단 - 서기
- 무협 - 탕웨이
- 단신남녀 - 고원원
- 용문비갑 - 저우쉰

### 남우조연상
- 탈명금 - 노해붕 수상
- 무협 - 왕우
- 심플 라이프 - 진패
- 샤오린 : 최후의 결전 - 사정봉
- 절청풍운 2 - 증강

### 여우조연상
- 탈명금 - 소행선 수상
- 무협 - 혜영홍
- 심플 라이프 - 진해로
- 용문비갑 - 계륜미
- 양자탄비 - 류자링

### 신인상
- 살수구양분재 - Hsiao Ching Teng 수상
- 희애야포 - 연시아
- 화벽 - 정솽
- 개심마법 - 오천어
- 용문비갑 - Sheng Chien

### 촬영상
- 무협 - 여요휘 수상
- 심플 라이프 - 유릭와이
- 용문비갑 - 진초강
- 절청풍운 2 - 반요명
- 양자탄비 - 조비

### 편집상
- 용문비갑 - 구지위 수상
- 무협 - 데렉 후이
- 탈명금 - 데이비드 M. 리처드슨
- 절청풍운 2 - 궝취렁
- 양자탄비 - 강문

### 미술상
- 양자탄비 - 에디 웡 외 2명 수상
- 무협 - 해중문
- 샤오린 : 최후의 결전 - 유민웅 외 1명
- 용문비갑 - 해중문
- 초한지 - 천하대전 - 이인항

### 의상&메이크업상
- 양자탄비 - 장숙평 수상
- 무협 - 오리로
- 화벽 - 오보령
- 용문비갑 - 賴宣吾
- 초한지 - 천하대전 - 황명하 외 1명

### 무술감독상
- 용문비갑 - 원빈 외 2명 수상
- 백사대전 - 정소동
- 무협 - 견자단
- 샤오린 : 최후의 결전 - 원규 외 1명
- 양자탄비 - 이충지

### 영화음악상
- 무협 - 피터 캄 수상
- 부재양니고단 - 진광영
- 용문비갑 - 호위립 외 2명
- 초한지 - 천하대전 - 헨리 라이
- 절청풍운 2 - 진광영

### 주제가상
- 출궤적여인 - 兩心花 수상
- 부재양니고단 - 錯過了地址
- 무협 - 迷走江湖
- 샤오린 : 최후의 결전 - 悟
- 탈명금 - 水漫金山

### 음향효과상
- 용문비갑 - 김석원 수상
- 무협 - 노파와트 리키퉝 외 1명
- 초한지 - 천하대전 - 정영원 외 1명
- 절청풍운 2 - 증경상
- 양자탄비 - 보 웬 외 1명

### 시각효과상
- 용문비갑 - 김욱 외 2명 수상
- 백사대전 - 나위호 외 2명
- 무협 - 영곽인 외 1명
- 화벽 - Christopher Bremble
- 양자탄비 - 황굉달

### 신인감독상
- 대람호 - 제시 창 취이샨 수상
- 출궤적여인 - 반원량
- 큐어 - 빌 엽

### 중국, 대만 최고의 영화
- 그 시절, 우리가 좋아했던 소녀 - 구파도 수상
- 진링의 13소녀 - 장이머우
- 쉬즈 더 원 2 - 펑샤오강
- 별이 빛나는 밤 - 임서우
- 시디그 발레 - 웨이 더솅